# Huân chương Ushakov
Huân chương Ushakov (tiếng Nga: орден Ушакова) là một giải thưởng quân sự của Liên Xô trước đây và Liên bang Nga hiện nay, đặt theo tên vị Đô đốc xuất chúng của Đế quốc Nga thế kỷ XVIII-XIX Fyodor Fyodorovich Ushakov. Nhà nước Liên Xô đề ra huân chương này vào ngày 3 tháng 3 năm 1944 trong Chiến tranh Vệ quốc Vĩ đại với hai hạng để trao thưởng cho các sĩ quan chỉ huy và đơn vị trong hải quân có thành tích xuất sắc.
1. 1 2  "Decree of the Presidium of the Supreme Soviet of the USSR of  March 3, 1944" (bằng tiếng Nga). Legal Library of the USSR. ngày 3 tháng 3 năm 1944. Truy cập ngày 22 tháng 5 năm 2012.